# Diacyclops puuc
Diacyclops puuc – gatunek widłonoga z rodziny Cyclopidae. Opisał go biolog Frank Fiers z Królewskiego Instytutu Nauk Przyrodniczych Belgii w artykule opublikowanym w 1996 roku przez zespół zoologów w składzie: Frank Fiers, Janet W. Reid, Thomas M. Iliffe i Eduardo Suárez-Morales. Miejsce typowe to Hubicu Cenote (współrzędne 20°49,132′N 88°10,348′W/20,818867 -88,172467) na półwyspie Jukatan w Meksyku, około 6 km od wsi Temozón.